# 코파 베네수엘라
코파 베네수엘라(스페인어: Copa Venezuela)는 베네수엘라의 국내 축구협회컵 대회이다. 베네수엘라 축구 연맹이 주최하며, 시즌 후반기에 베네수엘라 프리메라 디비시온과 베네수엘라 세군다 디비시온의 팀이 참가하며, 하위 리그에서 경쟁하는 2군 팀들은 제외된다. 대회 우승팀은 코파 수다메리카나에 참가하게 된다.